# 大宝村 (愛知県)
大宝村（たいほうむら）は、かつて愛知県幡豆郡にあった村である。
現在の西尾市の一部（徳次町・丁田町・寄近町・今川町・矢曽根町・深池町・川口町・菱池町など）に該当する。

## 歴史
- 1878年（明治11年） - 今井村、上今川村、下今川村が合併し、今川村となる。
- 1889年（明治22年）10月1日 - 徳次村、丁田村、寄近村、矢曽根村、今川村、深池村、川口村、菱池村が合併し、大宝村が発足。
- 1906年（明治39年）5月1日 - 分轄され廃止。
  - 大宝村のうち、矢曽根・町田・寄近・徳次は、西尾町、久麻久村、西野町村[1]、奥津村の一部[2]と合併し、西尾町が発足。
  - 大宝村のうち、今川・深池・川口・菱池は、六郷村、豊田村、井崎村と合併し、福地村が発足。